# Higueras
Pour les articles homonymes, voir Higueras (homonymie).
Higueras, en castillan et officiellement (Figueres en valencien), est une commune d'Espagne de la province de Castellón dans la Communauté valencienne. Elle est située dans la comarque de l'Alto Palancia et dans la zone à prédominance linguistique castillane.

## Géographie

Localisation de Higueras
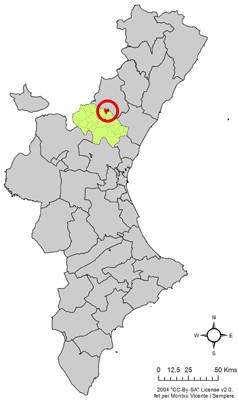
dans la Communauté valencienne.
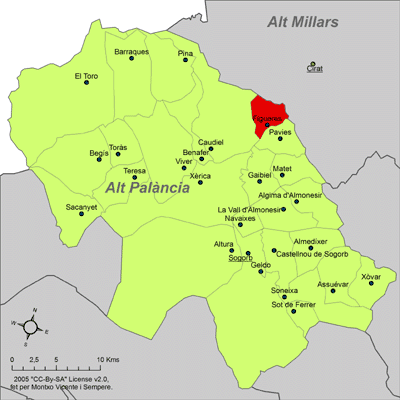
dans la comarque de l'Alto Palancia.